# Чудино
Чудино — деревня в Фировском районе Тверской области. Входит в состав Рождественского сельского поселения.
Находится в 19 километрах к северу от районного центра посёлка Фирово, на берегу реки Шлина.
Населения по переписи 2010 года нет.

## История
Входила в состав Рождественской волости Валдайского уезда.
По данным 1909 года в деревне 9 дворов, 60 жителей.